# 迷家-マヨイガ-
『迷家-マヨイガ-』（マヨイガ）は、ディオメディア制作による日本のオリジナルテレビアニメ作品。2016年4月から6月までMBS・TBS・CBC・BS-TBS『アニメイズム』B1枠、およびWOWOWプライムにて放送された。
キャッチコピーは「さぁ行こう、僕らの名鳴村(ユートピア)へ。」

## 概要
アニメ制作会社のディオメディアとポニーキャニオンの共同企画によるオリジナルアニメ作品。長きにわたり閉鎖されていた集落を舞台に、そこに導かれた若者達の群像劇やその村の謎に迫るミステリーが描かれる。
監督・音響監督は『ガールズ&パンツァー』の水島努、シリーズ構成は『あの日見た花の名前を僕達はまだ知らない。』の岡田麿里、キャラクターデザインは『艦隊これくしょん -艦これ-』の井出直美、音楽は『機動戦士ガンダム 鉄血のオルフェンズ』の横山克がそれぞれ担当する。
WOWOWプライムでは、同年4月より新設するアニメ枠『アニメプレミア』の第1号作品として、『アニメイズム』より1週間先行して放送される。なお、WOWOWにて新作アニメが放送されるのは『松本零士「オズマ」』以来、約4年ぶりとなる。
2016年3月1日、放送に先立って「後援会（ファンクラブ）」の設立が発表された。クラウドファンディングサイト「Makuake」で4月28日まで募集。金額によって・ブロンズ村民・シルバー村民・ゴールド村民・プラチナ村民・村議会議員があり、それぞれ関連グッズやイベント招待などの特典がある。目標金額は3,330,000円で、集まった金額は10,958,000円。
なお、公式サイトにアクセスするとランダムに「第一回 人生やり直しツアー開催！」というホームページに飛ばされる。登場人物のダーハラが参加者を集めたホームページを模したもので、掲示板には光宗や真咲らの書き込みがある。

## あらすじ
「第一回人生やり直しツアー」に参加した若い男女たち。彼らは行方不明者になり人生をやり直すためバスに乗り込み、都市伝説として語られる「納鳴村（ななきむら）」に向かっていた。しかし着いた村に人の気配はなく、「行方不明者がコミュニティを作って暮らしている」と聞かされていた参加者たちは不信感を抱く。不気味な獣の咆哮、参加者の行方不明事件と怪現象が続き、下山を試みるも村からは出られない。さらに、それぞれが姿形の違う「巨大な化け物」に遭遇。それは人の心のトラウマが生み出した「ナナキ」だった。参加者たちは、自分の心の弱さや不満を振り返り、大半が帰宅を望む。そして村に残ることを選んだ者に見送られて帰路に着くのだった。

## 登場人物

### 主要人物
光宗（みつむね）
声 - 酒井広大
主人公。男子高校生。16歳。本名は「酒井光宗」。実名をそのままハンドルネームとして利用している。一人称は「僕」。
アホ毛が二本飛び出している。成績は優秀だが、行動面ではおっとりしていて頼りない。親は過保護でLINEで監視をするほど。惚れっぽい性格で、よく口を滑らせる。
真咲のことを気にしており、彼女の行動の矛盾点が参加者たちから指摘された時は一人彼女の味方となるも、それが原因で美影に疑われる。
「時宗（ときむね）」という双子の兄弟がいたが、幼稚園の頃に事故で時宗が亡くなり、さらに母親（声 - 早水リサ）が精神を病んで光宗を時宗だと思い込むようになり、父親（声 - 家中宏）からも頼まれたことから中学生以上になっても家族間でずっと「時宗」として過ごすという痛ましい生活を送っている。
「真咲狩り」の際に真咲ごとバスへ連れ込まれた後は真咲や颯人とトンネルの先へ進むが、颯人から自分の扱いについての真実を知り、衝撃を受ける。その後、再び現れたナナキを追いかけているといつ間にかある病院のベッドの上で目覚め父親と再会。謝罪と共に「光宗のやりたいようにすれば良い」と後押しを受ける。さらに行方不明だったよっつんとも再会し、神山から納鳴村とナナキについての話を聞き、真咲を救うべく神山の協力を得てもう一度村に出発。途中で運転手が乗るバスに乗って納鳴村へと戻る。帰還直後、颯人のナナキに襲われるが、今まで自分を守ってくれた颯人に感謝すると同時に対等の立場になりたい気持ちを打ち明け、颯人の心を溶かした。
遭遇するナナキは、顔の一部が「時宗」の名を呼ぶ母親の顔に変形した巨大なペンギンのぬいぐるみで、後に人間サイズのペンギンへと変貌する。その後、一度現実へ帰還したことでナナキが発生しにくい状態になっていたが、レイジの真相を知り「その事実を真咲へ教えること」に対して負い目や恐怖を感じ、別種のナナキを生み出した。こちらは小動物のように小さく、背中に真咲の髪飾りをつけており、襲ってくるどころか他人を見ると逃げ出す臆病な性格で、真咲からも「可愛い」と評され、光宗自身は自分の臆病な性格が反映されていると自虐的に自己分析している。
真咲（まさき）
声 - 相坂優歌
ヒロイン。女子高校生。17歳。即席占いという自己流のジンクス（軽度の強迫性障害）を持つ。
納鳴村でよっつんに連れ出されるが、彼がいなくなった際に1人戻った。納鳴村について何かしら思うものがあるようだが、こはるんの知った情報によれば、彼女は過去に納鳴村の隣村で行方不明になった少女ではないかとのこと。それによって彼女だけが怪しいという意見が参加者内で蔓延し、光宗が1人で戻ってきた後に、ほぼ全員で彼女を「真咲狩り」と称して捕まえることが決められ、縛り付けられて危害を加えられそうになってしまう。そして皆の前で「以前に従兄弟のレイジと2人で納鳴村を訪れていたこと」、「化け物を見たレイジ（真咲は見ていない）と逃げる際に崖から落ち、1人生還したこと」、「レイジを探すために今回のツアーへ参加したこと」を告白するが、美影達に矛盾点を突っ込まれ、再度参加者に襲い掛かられるが、飛び込んできたバスの運転手に窮地を救われる。そしてトンネルの向こうへ光宗や颯人と進むものの、途中でトイレに行くと言って二人と別れる。その後、森の中で美影とらぶぽんに襲われていた所をバスで突っ込んできた光宗に助けられた。その後、レイジと再会し、彼の口から彼が自身の妄想だったという事実を知りショックを受けるが、光宗に諭されたことでレイジを自身の心にしまうことを決意し、現実へ帰還した。
なお、村に入ってからナナキと遭遇した様子がないことも彼女が疑いの目を向けられる要因になっていたが、実際は後述の「納鳴村のレイジ」が彼女にとってのナナキだった。
颯人（はやと）
声 - 八代拓
男子高校生。16歳。ハンドルネームは「スピードスター」。
子供の頃から頼りない光宗を支えてきたため、彼に対し過保護気味である。だがそれは「俺の言うことに従っていればいい」と強調するなど、光宗への想いは度を超していて、後に真咲が疑われて捕まった時は「光宗を誘惑した」として彼女をナイフで刺そうとまでしているが、光宗に殴られて唖然とする。その後は運転手に攫われた真咲と光宗を追いかけ、バスへと飛び乗る。
高級住宅地に住む父（声 - 織田優成）と母は、外面が良いが、息子の颯人に対しては従順であることを望み、反抗すると体罰を与え、屋根裏部屋へ閉じ込めていた。そこにあった祖母の写真が颯人のトラウマになっている。それから解放されることを願って自分に従順な人間を探し求め、奴隷のように逆らわない存在の光宗を見つけたという事実をトンネルの先で告白し、今後もずっと俺に従順でいてくれと懇願するが、それを聞いた光宗からは軽蔑・拒絶される。その後はいなくなった光宗を求めて彷徨っていた所でこはるんに会い、彼女に利用されてしまう。その後、自身のナナキを操って真咲を襲い、真咲をかばい続ける光宗にも牙を剥けるが、光宗の対等な友達になりたいという言葉を聞き、光宗を助けることで自身も救われていたことを理解した。そして自らのナナキに立ち向かい、ナナキを受け入れたことで現実へ帰還した。
遭遇するナナキは上記の祖母。こはるんに心の傷を広げられたことで、自分以外にも認識することのできる巨大な怪物へと成長する。またこの巨大ナナキの身体には光宗のペンギン型ナナキを捕えた鳥籠が同化しており、「光宗を自身の所有物として支配したい」という彼自身の渇望も色濃く出ている。

### ツアー参加者
こはるん
声 - 佐倉薫
民俗学専攻の大学院生の女性。26歳。本名は「神山こはる」。
納鳴村の情報提供者であり、彼女へ何者かから村についてのメールが送られてきたことが今回の発端。ヴァルカナを心配して、彼を気遣っている。真咲については個人的に疑いを抱く。また、納鳴村のわらべ歌を知っており、彼女なりの解釈を皆へと話す。
「真咲狩り」には心を痛め、真咲を信じて助けることを決意し、ヴァルカナへその件を相談して2人で出発する。しかし、途中で氷結のジャッジネスに襲われ、さらに怪我をした彼の面倒をヴァルカナに頼まれる。だが、実は彼女こそがジャックと氷結のジャッジネスを操っていた「ボス」で、村へツアー客を連れ込んだ黒幕であった。彼女の目的はより強力な「ナナキ」を生み出すことで、颯人の光宗への想いを利用してそれを成そうとする。村を訪れた真意は父親である神山晴臣が失ったナナキを探し当てて彼の急速な老化を食い止めることで、強力なナナキを生み出そうとしていたのも父のナナキを消滅させない方法を探るための実験だった。その後、光宗が神山から持たされていたトランシーバーで父の胸中を聞き計画を中止。そして自我を失わずに納鳴村で生活できる方法を探るため、納鳴村に留まる。
ヴァルカナ
声 - 鈴木達央
プログラマー。25歳。
仕事を請け負った会社での情報流出事故の責任を全て背負わされ、解雇される。仕切りたがりで言動は暴力的だが、責任感が非常に強く、仲間を見捨てたりはしない信念を持つ。参加者のリーダー格の1人。食品は産地から添加物までチェックし、賞味期限は一秒過ぎることも許せない。美影と同じく他の参加者については信用していないが、こはるんから真咲について説得され、彼女と共に行くことを決める。しかし、ジャックや氷結のジャッジネスの口からことの真相を知らされて驚愕する。
事件終息後、こはるんが本当に信用できる人物かを見極めるため、こはるんと共に納鳴村に留まることを選んだ。
遭遇するナナキは、木目模様（上述の責任問題を追及された際にうつむいて目視し続けていた机の模様）の不定形の怪物。本人の性格上、臆することなくナナキに立ち向かうがスライムのように即座に再生してしまう。
リオン
声 - 五十嵐裕美
フードを被った少女。14歳。淡々としている。光宗と颯人の関係を疑っている。
「死相が見える」という能力を持っているが、母親からその能力を金儲けのために利用され、宗教の教祖的な存在にさせられていた。真咲が疑われた際は彼女は幽霊などではないと感じたため、同じく彼女を信じたナンコと共に光宗へ真咲の危機を伝えた。
事件終息後、現実に帰ることを拒み、マイマイやナンコとの別れを惜しみながらも納鳴村に留まる。
マイマイ
声 - 清水彩香
女子高校生。17歳。友人と同じ人を好きになり周囲から孤立したためツアーに参加。
振られた相手が光宗に似ており、当初は苛立ちからちょっかいをかけていたが徐々に本気で気にかけるようになった。
実はジャックとは同じ小学校の出身で、彼の過去をうっかり漏らしてしまったことに責任を感じている。
なお、トンネル探索時に「でかい光宗（らしき人影）」を目撃したとして一時パニックになっていたが、これが彼女のナナキなのかは不明。
漫画版では失恋の理由が、意中の男子が影で自分をあざ笑っていたのを立ち聞きしてしまったこととなっている。また、プゥ子とはその頃からの友人。
らぶぽん
声 - 加隈亜衣
女子中学生。15歳。自分のアイデンティティを守るために参加。
ことあるごとに「処刑」と口にし、悪の芽は早いうちに処刑しなければならないという強迫神経症的な攻撃性を持つ。拷問にも興味があり、捕らえた光宗の爪を剥ごうとした。その前は牢屋に閉じ込めてあったジャックを拷問し殺そうとも考えていた。その人格の根幹は、過去に母（声 - 清水彩香）の愛人の僧侶（声 - 山本格）から自分と母が受けたDVが原因である。真咲と光宗が逃亡し、参加者たちが腑抜けになった時は、ただ一人美影に付いて行った。
遭遇するナナキは、母の愛人の僧侶が愛飲していた日本酒の銘柄に描かれた巨大な般若の顔。
漫画版では上記の過去に加え、自身も僧侶に犯されており、それを知った母からもDVを受けている。「処刑」とはその際に般若のように顔の歪んだ母が叫んでいた言葉であり、ナナキの姿も般若の顔に母の手足が生えたものとなっている。
ジャック
声 - 三好晃祐
無口な少年。16歳。本名は「佐々木」。
納鳴村到着初日、理不尽な言いがかりをつけた氷結のジャッジネスにクワを振り上げ、取り押さえられる。その後、マイマイに過去に同級生を刺して少年院に入っていたことを暴露され、地下牢に監禁される。だが、いつの間にか鍵が開けられており、地下牢から姿を消していた。その後、氷結のジャッジネスと共にこはるんの命令に従い、ナンコ、リオン、マイマイ達を襲う。しかしあっさりとヴァルカナとナンコに取り押さえられてしまい、事件終息後、こはるんと共に納鳴村に留まる。
美影 ユラ（みかげ ユラ）
声 - 長谷川芳明
商社マン。24歳。典型的なエリート組だが今後の約束された人生に嫌気が差して参加する。リーダー格の1人として振る舞う。
熊や行方不明者が出るなどの事件後に村にはいられないと自身に賛同したメンバーを連れて山を降りるが、結局降りられずに村へ出戻った。参加者の中に一連の事件の黒幕がいると睨んでおり、こはるんや光宗を疑い、他人を信用しない傾向が強い。社会人時代はイベント会議で自信満々に自分の案を提案したが、商品の発注ミスからプロジェクトが失敗に終わり、周囲から嘲笑されたことがトラウマとなっている。真咲を疑い初めてからは、彼が先導するかのように状況が進んでいったが、時間が経つにつれて、腑抜けになっていく参加者たちに嫌気がさし、決別する。その後は錯乱気味になり、真咲を排除する強迫観念に取り付かれ、発見した彼女をらぶぽんと共に襲撃するが光宗に阻止される。
事件終息後は現実に帰還することを選んだ。
遭遇するナナキは、無数の「笑う口」が詰め込まれた幽霊列車。
ナンコ
声 - 多田このみ
ぽっちゃり気味の少女。17歳。ハンドルネーム「名探偵ナンコ」。
しっかりした性格で、光宗も一瞬惚れそうになった。「推理」するとき、わき腹を掻く癖がある。
後に参加者内で「真咲狩り」をすることが決められた際は、「皆が信じるものを疑う」という姿勢から真咲を信じ、リオンと共に光宗へ彼女が危ないことを教えた。その後、真咲は過去のトラウマを持たないと推察し、もし参加者が持つ心の傷を克服すれば、納鳴村から脱出できるのではないかと持論を述べる。
ダーハラ
声 - 高橋伸也
大学院助教授の男性。27歳。ハンドルネーム「不思議大帝ダーハラ」。「第1回人生やり直しツアー」を主催したSSD（スーパー創世記だもん）の代表。
事なかれ主義な一方、疑心暗鬼で一触即発になりかけるメンバーたちを宥めて仲裁する役目を持つ。
元々、こはるんとは親交があり、彼女に想いを寄せているが、あまり相手にされていない。喫煙者だったが、彼女の前ではそれを控えていた。
事件が終わると当初は残ろうとしたが、「主催者として旅行者を帰らせる責任がある」ということで自ら現実へ帰還する組へ立候補した。
山内（やまうち）
声 - 鳴海和希
無職。28歳。ハンドルネームは「ピンクゴッデス」。
親の介護が終了し、なんとなく抜け殻になっている。穏やかな性格で、参加者たちのまとめ役。
他の参加者たちが気力を失っていく中でも正気を保ち続けており、事件終息後はソイラテと共に納鳴村に留まる。
地獄の業火（じごくのごうか）
声 - 堀江瞬
フリーター。18歳。
「人生はサバイバル」という人生観を持つ。刃物などのサバイバルグッズを持ち込んでいる。常に冷静沈着でサバイバルにおいて女は不要と語るなど硬派に振舞うが、実際は女性に対して免疫がない初心な性格で、後述のシリコン手術を紹介する医師から「（シリコンは）女性の胸に入れるもの」と説明されて激しく動揺していた。また、同じサバイバルのいろはを備えるニャンタとは気が合う。
かつては自衛隊のレンジャー志望で、単独でのサバイバル・訓練生活の様子を動画配信していた。同時に入隊に必須である基準に至らない低身長（約153cm〜154cm）に悩んでおり、様々な方法で身長を伸ばすべく努力していたが、目標には至らなかった。最終的に身長を補うために頭部にシリコンを埋め込んで試験に望むが、不合格となる。村への下山失敗から美影ユラと行動を共にしていたが、真咲の逃亡を機にやる気が薄れた。
事件終息後は現実のほうが刺激的だからと現実に帰還することを選んだ。
遭遇するナナキは、巨大なシリコンの塊に蜘蛛のような節足が生えた怪物。
ニャンタ
声 - 稲川英里
女子高校生。15歳。ハンドルネームは「ニャンタレス」。
語尾に「〜にゃ」「〜にゅ」などとつける。銃火器が大好きで、実際に何かを撃てる機会と場所を探している。
学校では日常的に不良少女達からパシリ扱いをされていたが、偶然通りかかった模型店でモデルガンを入手、不良達を物陰からこっそり狙撃して復讐していた。だがその行為が発覚すると、不良達から蜂の巣の下に立たされて撃たれるという制裁を受ける。そのため、蜂に対してトラウマがある。
地獄の業火と共にユラと行動を共にしていたが、真咲逃亡後、やる気を失っていく。
事件終息後はサバイバルに飽きてきたと現実に帰還することを選んだ。
遭遇するナナキは、上記のトラウマから無数の蜂で構成される、より巨大な蜂。
ソイラテ
声 - Lynn
看護師。29歳。新天地で自分らしい生き方をしたいと考えて参加。
怪我人や行方不明者を気遣う優しげな女性だが、時折温和な口調で威圧するといった一面も持つ。
他の参加者たちが気力を失っていく中でも正気を保ち続けており、納鳴村に留まる人々の役に立とうと自身も村に留まる。
熱帯夜（ねったいや）
声 - 中村桜
学生。19歳。執拗なストーカーから逃げるためにツアーに参加。
年齢にそぐわない色気を放つ。ハイヒール以外の靴は所有していないらしい。
事件終息後も現実は色々とめんどくさいという理由で村に留まった。
まんべ
声 - 間島淳司
会社員。28歳。ハンドルネーム「おじゃまんべ」。ぴーたんとは不倫の関係。
ぴーたん
声 - Lynn
学生。21歳。まんべとは恋人同士。
ことあるごとに二人の仲を強調する。しかしナナキを失い気力も無くしていくにつれてまんべへの興味はどんどん薄れていき、事件が収束する頃にはまんべと別れることを打ち明けた。
氷結のジャッジネス（ひょうけつのジャッジネス）
声 - 阿部敦
ケツ顎の男子高校生。15歳。所謂いじめられっこであり、現世と決別するために参加。眼帯と封印された右腕を持つ典型的な厨二病。名前とキャラの似ているジャックに一方的なライバル意識がある。
二日目の下山中に、雷雨の中でジャックの姿を見て狼狽し、1人で逃げ出した直後、斜面から転がり落ちて行方不明となるが、第8話にて生存していたことが判明。ボスと呼んで崇拝する何者かの命令を受け、弓矢で武装し、こはるんとヴァルカナを襲撃するが、ヴァルカナに取り押さえられる。その後、再びボスの命令でジャックと共にヴァルカナ達の前に現れ、ボスの正体を明かす。しかしあっさりとヴァルカナとナンコに取り押さえられ、事件終息後はこはるんと共に納鳴村に留まる。
鳥安（とりやす）
声 - 新垣樽助
雇われ店長。25歳。ハンドルネームは「焼き鳥の鳥安＠借金絶賛踏み倒し中」。多額の借金があり、その原因となったFXのない世界へ逃げるために参加。警察に苦手意識を持つ。
事件終息後、現実に戻ることを拒否して納鳴村に留まる。
ドザえもん
声 - 新垣樽助
ニート。27歳。生ける土左衛門な日々から抜けだそうと参加。
食いしん坊で太った体型。気は明るく優しいが、何をするにしてもどんくさい性格。食べることは大好きだが、働かないことをソイラテに窘められていた。
わんこ
声 - 天﨑滉平
男性。18歳。ハンドルネームは「わんころもち」。変わったことをしてみようと参加。
病弱なために幼い頃から入退院を繰り返し、自身の先が長くないと感じている。
トシボーイ
声 - 高橋伸也
リア充希望の男子高校生。16歳。
腰ぎんちゃく気質で、デリカシーに欠ける発言が多い。その性格からユウナとは相性が悪い。
ユウナ
声 - 湯浅かえで
会社員。22歳。会社でセクハラ・モラハラを経験し、女性が真の意味で人間らしく生きることのできる世界を作りたいと参加。
男女平等を謳う一方で女性の権利を主張する典型的なフェミニスト・プロ市民。
ユウネ
声 - 多田このみ
女子高校生。18歳。ハンドルネームは「ユウナ」だったが、名前が被ったためダーハラにより変更される。
漫画版では大学浪人という設定。
ユウノ
声 - 千本木彩花
フリーターの女性。19歳。ハンドルネームは「ユウナ」だったが、名前が被ったためダーハラにより変更される。
何かと文句を溢すことが多い。
漫画版では出番が増えており、アニメでは美影たちと共に下山を試みたが漫画版では村に留まっている。
なぁな
声 - 仲谷明香
シンガーソングライター志望。25歳。
シンガーライターをめざし上京したが、なかなか芽が出ない。参加者唯一の関西弁で話す。
よっつん
声 - 間島淳司
ラッパーの少年。17歳。サングラスを掛けている。
納鳴村到着初日、探索中に真咲を口説こうと彼女を強引に連れ出して他のメンバーたちから離れるが、途中でナナキと遭遇し、そのまま真咲と別れて行方不明となる。その夜に光宗が川を流れていく彼を目撃する。その後、神山に助けられて生還していたことが明かされ、同じく彼によって助けられた光宗と病院で再会。川で溺れ死にそうになった際、音楽家の両親に反発しラッパーになることを目指した自分が口だけでしか無かったことを悟り、きちんと向き合うことを決意してナナキを取り戻した。その後神山と共に現実に帰還するみんなの様子を見守っていた。
遭遇したナナキはクラシック音楽家の両親。その後、河で溺死しかけた際にイソギンチャクのような怪物（手も足も無く口だけの存在）に変貌するが、上記のようによっつん自身がその姿を「自分の一部」と悟る形で消滅した。
プゥ子（プゥこ）
声 - 杉浦しおり
女子高校生。16歳。
マイマイと共にいることが多い。新天地でのイヴになるため、年上のアダムを探している。
漫画版ではツアー以前からマイマイの友人で、ジャックとは小学校の同級生という設定。ジャックの過去を参加者たちに明かす役割も彼女が担っている。

### その他
運転手
声 - 三上哲
大型バス運転手。48歳。単身赴任中で家族からは蔑ろに扱われている。今回の仕事はミステリーツアーだと聞かされていた。
村へ到着前にバスが崖下へずり落ち、参加者から財布を与えられてお役御免となるが、後に自ら村へとやって来て、「大人として監視する」という名目でツアーに参加する。
後述の娘がいたが、10年前に亡くなっており、その死が彼の人生に影を落としている。
「真咲狩り」の際はどうやってか一人でバスを持ち出し、娘に会いたいという一心から真咲（と光宗）をバスに連れ込んで逃走。トンネルの向こうへバスを走らせるが、途中で娘の姿を目撃して車を停めた後に姿を消す。後に娘への贖罪からナナキとして現れた彼女を抱きしめて受け入れたため、バスごと帰還を果たす。その際、レイジから頼まれたことで、出会った光宗を連れて村へ向かう。その後、帰還を望む者達を再びバスに乗せ、現実世界へ帰ることとなった。
レイジ
声 - 逢坂良太
真咲の従兄弟である少年。
彼女と納鳴村を訪れるが、途中でナナキを目撃して真咲と離れ離れになってしまう。後に、ジャックに襲われていたマイマイらを助ける形で再登場し、彼女達へ納鳴村とナナキについて語った。そして、娘のナナキと会っていた運転手に「自分は真咲の『ナナキ』であり、彼女を助けて欲しい」という伝言を光宗へ伝えて欲しいと言い残す。
その真の正体は真咲が作り上げた空想の遊び相手。真咲と常に一緒にいて、その時に応じて真咲が最も求める言葉をかけて彼女の心の支えとなっていた。しかし真咲が美影とらぶぽんに襲われた際に初めて自分以外に助けを求めた相手である光宗に真咲を託す。その後、宿舎のメンバーと合流していたが、遠方の真咲が光宗に諭されて自分（ナナキ）を受け入れたことで忽然と消滅した。
美里（みさと）
声 - 杉浦しおり
運転手が目撃した死んだはずの彼の娘。
当初、運転手は死んだ娘の亡霊かと思っていたが、実際は彼の心が生み出したナナキである。自身がナナキであることを自覚しており、自らを「嘘の美里」と称する。
現実世界に運転手が帰還した直後、合流した光宗たちの前でこれまでわだかまりの懺悔する運転手を頭を撫でて慰め、自身（ナナキ）を受け入れた彼の前で消滅した。
神山 晴臣（かみやま はるおみ）
声 - 飛田展男
心理学者。
かつて納鳴村の研究を学会で発表したが受け入れられず、自らの足で納鳴村に訪れ、暫く滞在した後に現実へ帰還した過去がある。その際にトラウマと向き合わないままナナキを失ったことで、実年齢は50歳手前だが白髪としわだらけの老人の姿となっている。光宗やよっつんを助け出し、納鳴村とナナキの正体について語る。納鳴村の側で生活していたのは、村へ他の人間が誤って入らないようにするためであった。助けたよっつんからは名前を捩って「神様」と呼ばれているが、とくに敬われておらず、本人も意に介していない。なお、ナナキを失ったことで発生した老化は現在も進行しているらしいが、当の本人は「自分が自分の実験体でいられる」「変化によって俯瞰的に観察できるようになった」とその状況をいたく気に入っているとのこと。
納鳴村滞在時に遭遇したナナキは見上げるほどの白い巨人。本人は「自分の研究を否定する人々」に対する自分の意識が具現化された存在だと分析していたが、研究者気質故、その存在に恐怖するどころか感激するありさまだった。
酒井 時宗（さかい ときむね）
声 - 酒井広大
光宗の双子の兄弟。顔はそっくりだが光宗のアホ毛が二本なのに対して、こちらは一本。おとなしい光宗とは正反対にやんちゃな気質で、手がかかるぶん母・美津子からは光宗よりも溺愛されていた。
幼稚園児の頃にコンクリート塀の上に登って遊んでいたところに母の叱責を受けて思わず転落し死亡。美津子が精神を病み、光宗を「時宗」として扱うようになる原因となった。

## 用語
納鳴村（ななきむら）
モデルは山梨県南都留郡道志村。数々の都市伝説として噂される、地図にも載っていない謎の村。
僅かに残る文献などの情報では、突如村人が存在しなくなり廃村になったと記録されており、周囲の地域には「納鳴村の童歌」が伝えられている。後に30人のツアー客が村を訪れることとなる。ダーハラの話では先住民がいたらしいが人影は確認できず、家屋の調査では少なくとも1年以上は誰も存在していないと推測されている。反面、田畑で育てられた野菜はほぼ毎日整備されている状態で、何故か地下牢が存在するなど、謎が多い。村の周囲では熊らしき動物の痕跡が目撃され、下山したメンバーが地図上には載っていない線路を発見している。村自体はかなり広く、トンネルを挟んだ向こう側にも住宅や工場などが立ち並ぶが、やはり人の姿は一切無い。村に入るには、時刻が深夜の1時から2時の間、霧の濃度が水平視程100m以下という条件が揃うことが必要。また、心的外傷が足りない人間はそもそも入ることが出来ない。
ナナキ
納鳴村に出現する化け物。その姿形・発する音は見る者のトラウマを呼び起こすものとなって現れ、ツアー参加者たちからは「心に巣食う化け物」と呼ばれる。
神山によるとその正体は自分の心の一部が肉体から抜けだしたもの。トラウマと向き合い、受け入れることによって自らの肉体へとナナキは戻るが、ナナキを自らの肉体に取り戻さない限り次第に無気力となり、やがて人でいられなくなるという。神山はナナキを肉体に取り戻さないまま納鳴村を出てしまったため肉体が急激に衰えている。
なお、基本的にナナキは先述のように「本人のトラウマ」が反映されるものでその容姿は千差万別（ナナキの影響を受けていない他人には本人が錯乱しているようにしか見えない）だが、中には全員が一致して認識できる「人型で人語を話せるナナキ（レイジ、美里）」も存在し、そのようなタイプは危害を加えるどころか協力的な態度を取っている。

## スタッフ
- 原作 - diomedea・Ponycanyon
- 監督・音響監督 - 水島努
- シリーズ構成 - 岡田麿里
- キャラクターデザイン - 井出直美
- ナナキデザイン - つくしあきひと
- 総作画監督 - 石川雅一、松本麻友子、本多美乃、井出直美
- 美術監督 - 渋谷幸弘
- 色彩設計 - 林由稀
- 撮影監督 - 伊藤康行
- CGディレクター - 木舩颯人、梅村浩子（第6、8、11・12話）
- 編集 - 小島俊彦
- 音楽 - 横山克
- 音楽制作 - ポニーキャニオン
- 音楽プロデューサー - 三輪靖史
- プロデューサー - 石黒達也、宮井梨江、八塚敬昌、前田俊博、福田順、岡本順哉、遠藤裕
- アニメーションプロデューサー - 児島宏明
- アニメーション制作 - ディオメディア
- 製作 - Project迷家（ポニーキャニオン、ディオメディア、アズメーカー、MBS、クロックワークス、小学館、スタジオマウス、WOWOW）

## 主題歌
オープニングテーマ「幻想ドライブ」
作詞 - 東京かくれんぼ / 作曲 - 金廣真悟 / 編曲 - eba /  歌 - 和島あみ
エンディングテーマ「結露」
歌・作詞・作曲 - 片平里菜 / 編曲 - 石崎光

## 各話リスト
| 話数 | サブタイトル              | 脚本     | 絵コンテ                 | 演出                     | 作画監督 |
| --- | ------------------------- | -------- | ------------------------ | ------------------------ | --- |
| 第1話 | 鉄橋を叩いて渡る          | 岡田麿里 | 水島努                   | 水島努                   | 松本麻友子 本多美乃 |
| 雨の夜、ダーハラ率いる「第1回人生やり直しツアー」に参加した28人の男女を乗せたバスは都市伝説の村「納鳴村」へ向かって走っていた。行方不明者となり人生をやり直すというダーハラの説明に車内は盛り上がる。途中の休憩所で、光宗は車酔いしていた真咲を介抱する。再び走り出したバスの中で、光宗は罰ゲームで「エア遺書」を読むことになるが、バスの運転手はマイクで不謹慎だと説教する。ヴァルカナと口論になった運転手はバスを暴走させ、ジャックは運転手に暴力をふるう。止めに入ろうとした真咲は嘔吐。休憩所で運転手が汚れた服を洗っている間、光宗は真咲に飲み物を差し出す。真咲から「とってもいい名前」と名前をほめられた光宗はなぜか涙をこぼす。休憩所の時計台が突然納鳴村のわらべ唄のメロディーを奏で、そこへあらわれたこはるんが案内役として合流する。バスは村を目指し、霧の中鉄橋を渡った。 |                           |          |                          |                          | |
| 第2話 | 一寸先は霧                | 岡田麿里 | 渡部穏寛                 | 渡部穏寛                 | 北村友幸 井本由紀 小川茜 徳永さやか 加藤弘将                                                                                          |
| 狭い道を無理に進んだバスは、道から落ち、動けなくなる。美影の提案で参加者は財布を運転手に差し出し、バスと置き去りにして、徒歩で納鳴村を目指すことになった。バスの中で愚痴る運転手に何者かが窓を叩く。道中、光宗は颯人から真咲に気をつけるよう忠告される。明け方、一行は山奥の集落に到着。こはるんはここが納鳴村と断定する。さっそく村を探索するが、人影はなく、少なくとも1年は放置された状態だった。人がいない理由をあれこれ推測する参加者。バスの運転手も村に合流。ナンコはダーハラに、どうやって納鳴村の場所を知ったのかと問う。こはるんは、匿名のメールで情報が寄せられたと答える。そこへヴァルカナたちが、真咲とよっつんがいなくなったと知らせにくる。 |                           |          |                          |                          | |
| 第3話 | 傍若無人                  | 岡田麿里 | 筆坂明規                 | 筆坂明規                 | 大田謙治 横松雄馬 |
| 行方不明になった2人を探す一行は、獣のような咆哮と動物の爪痕に脅える。まもなく森の中で一人震える真咲が発見される。真咲によれば、よっつんは無理やり真咲の手を引いて村を離れたところで、何か言いながら森の中に入っていったが、そのあとはよく覚えていないという。その証言に不自然さを感じる一行。ダーハラが集団生活のため、参加者をグループ分け、食事の支度にかかる。村には畑があり、野菜を収穫できたが、昨日まで耕していたかのように手入れされていた。よっつんを探し続けるヴァルカナを気に掛けるこはるん。氷結のジャッジネスは同じグループになったジャックに因縁をつけるが、ジャックは鍬で襲い掛かろうとして取り押さえられる。マイマイは彼が傷害事件で少年院に入っていたことを思い出す。ジャックは納屋の地下牢に一晩閉じ込められることになった。ヴァルカナはこはるんに、参加動機と一人でいたくないという本音を言い当てられ激怒する。その夜、光宗はジャックの様子を見に行こうと家を抜け出し、マイマイとらぶぽんに出会う。ジャックをかばう光宗にらぶぽんは激昂、光宗を川に突き落とす。逃げる光宗は川に流されるよっつんを目撃する。 |                           |          |                          |                          | |
| 第4話 | よっつんの川流れ          | 小柳啓伍 | 岡本学                   | 尋田耕輔 徐恵眞          | YuMinZi 加藤弘将 田寄雅郁 北村友幸 青木里枝 徳永さやか                                                                                |
| 深夜の川でよっつんの捜索が行われるが、また獣の咆哮が響き、捜索は中断。今後の方針を話し合う中、美影は下山を提案、参加者の多くが従う。真咲はなぜか下山に反対する。光宗も颯人に従わず村に残ることにする。その夜、美影はヴァルカナを呼び出し、自分たちはこはるんに騙されているのではないか、真咲もあやしいと推測を述べる。早朝、光宗ら8人を残して、参加者は村を出発、バスを道に戻せなかったため、徒歩で下山する。村では、ヴァルカナとこはるんが運転手の不審な行動に気付き、あとをつける。降り出した雨の中進む下山組はなぜか同じところに戻ってしまう。またも獣の咆哮が響く中、地下牢にいるはずのジャックがあらわれ、おびえた氷結のジャッジネスは逃げようとして転落してしまう。古い線路を見つけた下山組は線路伝いに進み、トンネルを発見する。だがトンネルに入った女性陣は悲鳴をあげて逃げる。マイマイが見たのは「でっかい光宗」。村では森をさまよう運転手をヴァルカナが問い詰めていた。運転手は、ここで10年前に死んだ娘の美里を見たと叫ぶ。                                                                                         |                           |          |                          |                          | |
| 第5話 | ユウナ3人いると紛らわしい | 大西信介 | 宮崎なぎさ               | 本田美乃                 | 小川茜 井本由紀 上野卓志 桜井正明 祝部由香                                                                                            |
| 美里を連れて元の生活を取り戻したいと訴える運転手。雨に濡れた下山組が村に戻る。納屋の地下牢の鍵がはずされジャックは姿を消していた。その後の話し合いで「獣の咆哮」は人によって、羽の音、笑い声など聞こえ方が違うことが判明。美影はこはるんと真咲を名指しし、事件の黒幕がいると主張。参加者が疑心暗鬼になる中、解散、就寝となるが、美影、地獄の業火、ニャンタ、らぶぽんは犯人探しのため集まる。ニャンタらは手始めに女性陣の歩哨をしていた光宗を捕らえ、地下牢で拷問を加えようとする。だが納屋に火がつけられ、4人は逃走。火をつけて助けにきたのは真咲だった。逃げだした二人の前に巨大なペンギンのぬいぐるみがあらわれる。光宗は「時宗？」とおびえる。 |                           |          |                          |                          | |
| 第6話 | 坊主の不道徳              | 大西信介 | ひいろゆきな             | ひいろゆきな             | YuMinZi 北村友幸 田寄雅郁 海堂ひろゆき 徳永さやか Sim Min Seop                                                                        |
| 火事から逃げ出したらぶぽんは錯乱状態で「処刑」と叫びながら山中を走っていたが、背後から巨大な般若の面が追ってくる。地獄の業火、ニャンタ、美影もそれぞれ巨大な化け物に追われる。騒ぎに気付いた参加者が山を捜索、業火、ニャンタ、らぶぽんを保護するが、目撃した化け物の姿はバラバラであることに戸惑う。村に引き上げた一行に、こはるんは新聞のスクラップを見せる。それは「マサキ」という16歳の少女が隣村で失踪したという記事だった。参加者たちは真咲は失踪した少女の幽霊ではないかと疑う。 |                           |          |                          |                          | |
| 第7話 | 鬼のいぬ間に悪だくみ      | 岡田磨里 | 水島努 渡部穏寛 久慈悟郎 | 久慈悟郎 尋田耕輔        | 小菅和久 小川茜 加藤弘将 上野卓志 井本由紀 金城美保 北村友幸 Yu Min-Ji Lee Duk Ho                                                     |
| 光宗は真咲を連れ、巨大ペンギンのぬいぐるみから逃れるため走るが、崖下に落ちてしまう。光宗は死んだ双子の兄、時宗と心を病んだ母親のことを思い出す。村では、美影が化け物について、口にすることに抵抗があるものと推測。光宗を助け上げ、事情をきいた真咲は、光宗をトンネルの前に連れていき、元の世界に戻るためには自分と向き合わなければと言って中に入る。再び巨大ペンギンがあらわれ、光宗は真咲を置いて逃げ出す。村では、真咲が化け物を連れてきた犯人とされ、化け物退治のため、「真咲狩り」が決定する。夜道を歩く光宗を颯人が発見。美影たちは光宗から慎重に聞き取り調査をしたあと就寝させる。村を捜索していた参加者がトンネルの前で真咲を発見。真咲犯人説を疑うナンコとリオンは光宗を起こしにいく。光宗が駆け付けると、村の広場に真咲が縛り上げられていた。颯人は怒りのあまり、真咲をナイフで切り付けようとして止めに入った光宗ともみ合いになる。ついに真咲は本当のことを話すと折れる。 |                           |          |                          |                          | |
| 第8話 | 納鳴訪ねて真咲を疑う      | 小柳啓伍 | 友岡新平                 | 友岡新平                 | 加藤弘将 YuMinZi 祝部由香 田寄雅郁 小菅和久 小川茜                                                                                    |
| 真咲は以前、いとこのレイジとともに納鳴村を訪れていた。しかしレイジが化け物を見たと言って逃げる途中、崖下に落ちてレイジとはぐれ、その後何度行っても納鳴村に入れなかったため、ツアーに参加したという。しかし化け物が見えない、行方不明になったあとも実家に帰っていないなど不審な点を問い詰められると、あいまいな言い訳をしたため、逆に参加者の不信感は高まる。そこへ突然ツアーバスが突っ込んでくる。運転手は真咲と光宗を乗せるとバスを発進させる。颯人もバスにしがみつき乗り込む。ナンコは、真咲に化け物が見えないのは、消したい過去がないせいではないかと推理する。運転手は山中でバスを止めると、真咲に死んだ娘に会わせてくれと懇願する。美影たちはバスを止める作戦準備をするが、こはるんはヴァルカナに真咲を先に保護しようと提案する。早朝、真咲を探しに出てきたこはるんとヴァルカナに突然矢が撃たれる。彼らの前にあらわれたのは行方不明になっていた氷結のジャッジネスだった。 |                           |          |                          |                          | |
| 第9話 | 月下氷結                  | 大西信介 | 宮崎なぎさ               | 大橋一輝                 | 徳永さやか 福島秀機 小菅和久 望月俊平 加藤弘将 青木里枝 井本由紀 田寄雅郁 金城美保 鳥山冬実 Shin min seop Seo Jung Duk Shin Hyung Sik |
| ヴァルカナに取り押さえられた氷結は「あの人に助けてもらった」と告白するが、そこへ別の矢が撃たれる。バスの中では颯人が真咲を詰問、「トンネルの先に行かないと」と聞いた運転手はバスを発進させトンネルに突っ込む。光宗はバスに体当たりする巨大ペンギンを見る。颯人も何かを見て脅える。出口に近づいたとき、車内に美里があらわれバスは急停止。運転手は姿を消し、バスから降りた3人がトンネルを出ると霧に包まれた集落があった。集落を捜索中真咲は光宗と颯人から離れる。2人は廃工場の二階へ。颯人は両親から虐待され、言いなりになる人間として光宗を必要としていたと告白、光宗は反発して飛び出す。光宗は村はずれでヴァルカナに再会。それぞれ化け物を見るが、光宗のペンギンは小さくなっていた。光宗はペンギンのあとを追って川を渡る。村ではナンコが推理を実証するためリオンとマイマイを連れトンネルに入ろうとしていた。そこへジャックが弓矢で襲ってくるが見知らぬ青年に助けられる。光宗は病院のベッドで目を覚ます。 |                           |          |                          |                          | |
| 第10話 | 苦しい時の神様頼み        | 岡田麿里 | 筆坂明規                 | 筆坂明規                 | 小川茜 加藤弘将 北村友幸 小菅和久 田寄雅郁 土生良介 洪範錫 J-cube                                                                     |
| 病院に駆けつけていた光宗の父は、バスツアー失踪事件がマスコミにも大きくとりあげられていること、光宗の母も実は時宗の死を受け入れていることを話し、光宗にばかり無理をさせていたことを謝る。光宗が村に戻りたい意思を伝えると、父は預かっていた手紙を渡す。村では、美影が再び真咲狩りを主張するが、参加者たちは謎の倦怠感で動くのが億劫になり、従わない。美影は一人飛び出しらぶぽんが後を追う。ナンコたちを助けた青年は真咲のいとこのレイジだった。光宗が手紙に書かれた病院の屋上に行くと待っていたのはよっつん。よっつんは「ナナキ」を見て川に落ちて「神様」に助けられたと話し、神山の元へ連れていく。リオンはレイジが普通の人間ではないと感づく。レイジはすぐ村を出ていくよう警告するが、ナンコは納得のいく説明を求める。納鳴村の研究者である神山は「ナナキ」について説明、自分のナナキを失ってしまったため年老いてしまったという。ジャックと氷結は隠れ家で自分たちを救ってくれた「ボス」であるこはるんに会っていた。 |                           |          |                          |                          | |
| 第11話 | バスに乗れば唄心          | 岡田磨里 | ひいろゆきな             | ひいろゆきな             | 加藤弘将 海堂ひろゆき 洪範錫 小菅和久 田寄雅郁 徳永さやか 福島秀機 北村友幸 Yu Min Zi Sim Min Seop                                    |
| 村に戻ったヴァルカナは参加者たちの様子が豹変しているのに驚く。ナンコたちは化け物「ナナキ」が出ていくと感情もくっついて出ていくのでこのままではみんな廃人になると説明する。そこへジャックと氷結が火矢で襲ってくるが無気力な参加者たちは相手にしない。2人はリオンとマイマイを人質にヴァルカナとナンコを脅す。光宗が自分を裏切ったと思い込み、河原を歩く颯人にこはるんが声をかけ、言葉巧みに憎悪を煽る。氷結たちはこはるんがツアーで人を集めたのは強力なナナキを作り出すためだという。よっつんと光宗は神山の車で納鳴村へ向かうが村は見えない。そこへツアーバスが突っ込んでくる。車内には運転手とナナキの美里がいたが、運転手がナナキを受け入れ美里は姿を消す。レイジから真咲に自分がナナキであることを伝えてくれと頼まれた運転手はよっつんと光宗を乗せてバスを発進させるが、村へ入った途端車内に光宗だけ残される。山中をさまよう真咲を美影とらぶぽんが捕らえるが、そこへ光宗のバスが止まる。4人の前に巨大な化け物があらわれる。                                                                                                  |                           |          |                          |                          | |
| 第12話 | ナナキは心の鏡            | 岡田磨里 | 水島努                   | 尋田耕輔 久慈悟郎 水島努 | 小川茜 加藤弘将 小菅和久 徳永さやか 田寄雅郁 北村友幸 祝部由香 洪範錫 青木里枝 筆坂明規                                               |
| 颯人はこはるんに煽られ巨大なナナキを作り出し、4人を襲う。光宗は颯人と対等な友達になりたいと説得するが、こはるんは騙されるなと叫ぶ。混乱した颯人を光宗が背負って逃げる。光宗が落としたトランシーバーでこはるんは父親である神山と会話。レイジがあらわれ颯人を実験台にしたことを指摘、神山になだめられたこはるんは父のためを思っての行動を否定され激怒。村に戻るトンネルの中で颯人は光宗にこれまでのことを詫びて礼をいうと、受け入れられたナナキと共に姿を消す。真咲はレイジと再会するがナナキと聞かされ泣いて走り去り、光宗は後を追う。村へ来たレイジは無気力な参加者たちに事情を話す。ジャックと氷結はヴァルカナとナンコに縛り上げられる。真咲は光宗とのやりとりでナナキを受け入れ、レイジと同時に姿を消す。参加者たちはそれぞれ自分を振り返り、帰宅するもの、村に残るものに別れる。こはるんは自我を失わず生活できる方法を探すため残ると宣言。翌朝、9人を残し参加者たちは村を出る。村の外に止まるツアーバスには颯人と真咲が待っていた。再びバスに乗り込んだ参加者たちは明るく現実世界へと戻っていった。                        |                           |          |                          |                          | |

## 放送局
| 放送期間                | 放送時間                     | 放送局        | 対象地域   | 備考                                                       |
| ----------------------- | ---------------------------- | ------------- | ---------- | ---------------------------------------------------------- |
| 2016年4月1日 - 6月17日  | 金曜 22:30 - 23:00           | WOWOWプライム | 日本全域   | 製作局 / BS/CS放送 『アニメプレミア』枠 / リピート放送あり |
| 2016年4月9日 - 6月25日  | 土曜 1:55 - 2:25（金曜深夜） | TBSテレビ     | 関東広域圏 |                                                            |
|                         | 土曜 2:10 - 2:40（金曜深夜） | 毎日放送      | 近畿広域圏 | 製作局                                                     |
|                         | 土曜 2:49 - 3:19（金曜深夜） | CBCテレビ     | 中京広域圏 |                                                            |
| 2016年4月10日 - 6月26日 | 日曜 0:00 - 0:30（土曜深夜） | BS-TBS        | 日本全域   |                                                            |

- 第2話は地上波各局では4月16日に放送予定であったが、熊本県で平成28年熊本地震の本震とみられる震度6強（後に震度7に修正）の地震が発生したことに伴い報道特別番組に差し替えられたため、4月22日（金曜未明（木曜深夜））に特別枠で放送された。

| 配信開始日    | 配信時間                    | 配信サイト                                           |
| ------------- | --------------------------- | ---------------------------------------------------- |
| 2016年4月10日 | 日曜 0:00（土曜深夜） 更新  | auビデオパス J:COMオンデマンド MBSオンデマンド GYAO! |
|               | 日曜 0:30 （土曜深夜） 更新 | ニコニコ生放送                                       |
|               | 日曜 1:00 （土曜深夜） 更新 | ニコニコ動画                                         |

## BD / DVD
| 巻 | 発売日        | 収録話          | 規格品番   | 規格品番   |
| 巻 | 発売日        | 収録話          | BD初回版   | DVD通常版  |
| -- | ------------- | --------------- | ---------- | ---------- |
| 1  | 2016年7月6日  | 第1話 - 第2話   | PCXG-50551 | PCBG-52961 |
| 2  | 2016年8月3日  | 第3話 - 第4話   | PCXG-50552 | PCBG-52962 |
| 3  | 2016年9月7日  | 第5話 - 第6話   | PCXG-50553 | PCBG-52963 |
| 4  | 2016年10月5日 | 第7話 - 第8話   | PCXG-50554 | PCBG-52964 |
| 5  | 2016年11月2日 | 第9話 - 第10話  | PCXG-50555 | PCBG-52965 |
| 6  | 2016年12月7日 | 第11話 - 第12話 | PCXG-50556 | PCBG-52966 |

## Webラジオ
『迷家‐マヨイガ‐「納鳴村 村役場広報課」』のタイトルで2016年4月7日から7月14日まで音泉にて配信された。毎週木曜更新。パーソナリティは毎週メインキャストがランダムに担当する。
パーソナリティ
- 第01回：酒井広大、相坂優歌、八代拓
- 第02回：佐倉薫、高橋伸也
- 第03回：佐倉薫、五十嵐裕美、多田このみ
- 第04回：鳴海和希、新垣樽助
- 第05回：清水彩香、杉浦しおり
- 第06回：堀江瞬、稲川英里
- 第07回：阿部敦、三好晃祐
- 第08回：新垣樽助、高橋伸也
- 第09回：間島淳司、天﨑滉平
- 第10回：加隈亜衣、仲谷明香
- 第11回：湯浅かえで、多田このみ、千本木彩花
- 第12回：間島淳司、Lynn
- 第13回：鈴木達央、長谷川芳明、三上哲
- 第14回：Lynn、中村桜
- 第15回：酒井広大、相坂優歌、八代拓

## 漫画
『迷家-マヨイガ- 〜ツミトバツ〜』のタイトルで、2016年4月8日から11月4日までマンガワンにて連載。作画は富士昴。原作とは異なるストーリーが展開される。単行本は全3巻。

## 小説
『迷家-マヨイガ- 闇より出でて、闇より黒し』のタイトルで、2016年9月17日にぽにきゃんBOOKSから発売。著者は土屋つかさ。イラストは景。アニメでは描かれなかったエピソードを紡いでいる。全1巻。